# Líder de banda

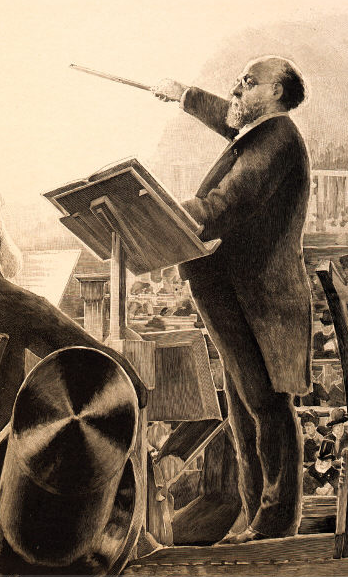
The French violinist and conductor Charles Lamoureux.

Líder de banda é o líder de uma banda de músicos, aquele que é responsável pela banda. O termo é comumente usado, embora não exclusivamente, para se referir a grupos de música popular reunidos tanto em pequenos conjuntos quanto em big bands, tais quais aqueles dedicados ao jazz, blues, rhythm and blues e rock and roll.
A maioria dos líderes de banda apresentam-se junto a seu grupo. Seu papel depende de uma variedade de habilidades, não apenas musicais; ele também precisa ser um intérprete e diretor musical, incentivando o seu grupo musical a ir longe.